# Róka-hegyi-barlang
A Róka-hegyi-barlang Magyarország fokozottan védett barlangjai közül az egyik. A Duna–Ipoly Nemzeti Parkban lévő Pilis hegységben található. Ásványai miatt vált híressé elsősorban. A barlangbejárat be van temetve jelenleg.

## Leírás
A barang a Pilis hegység egyik legdélkeletibb hegye, a Róka-hegy tetején, a Kormorán utca 20. és 24. számú házak közötti telken nyílt, de jelenleg a bejárata látogathatatlanná van téve, be van tömve és ezért járhatatlan. Egy kútgyűrűzött, 14 méter mély, mesterséges akna után kezdődik a barlang.
A felső része eocén kori mészkőben, az alsó része triász időszaki mészkőben alakult ki. A két kőzet találkozása a Cápaszáj nevű, mesterségesen tágított, szűk résznél van. Az üregesedés kevert, langyos víz feltörése miatt következett be. A víz egy körülbelül 10 centiméter vastag kalcittelért és egy majdnem merőleges repedést követett. A barlangban ez a kalcittelér végig látható. Az üregképződés a pleisztocén régebbi szakaszában, vagy a pliocén végén jött létre. A triász mészkőben kialakult járatok szelvénye sokkal nagyobb, mint az eocén mészkőben kialakult járatok szelvénye. A mélypontja kőzettörmelékkel van kitöltve.
A felszínről beszivárgó csapadék következménye a sok cseppkő, amelyek aránylag fejletlenek, kicsik. A járatokban borsókövek, amelyek a barlang felső szakaszán páralecsapódásos oldás, az alsó szakaszban pedig párolgás miatt váltak ki és növekedtek, majd azokra kicsi cseppkövek nőttek később. A barlangban gömbfülkék, gömbüstök vannak és olyan borsókövek is, amelyek cseppköveken váltak ki. Különleges értéke az először innen leírt, tömegesen előforduló koronás borsókő.
Az aknarendszerből leírtak még táblás kristályokban megjelenő baritot, erősen csillogó, kristályos gipszkérget, ágas-bogas, csavart és tűs gipszképződményeket, markazitból képződött limonit gumókat, hegyitejet, ágas-bogas, sárgásfehér-világosbarna, karfiolszerű borsóköveket, 1–5 centiméteres, sugarasan fennőtt aragonittűkből álló kristályhalmazokat, fennőt kalcitot, lublinitet, aragonitot, goethitet és szalmacseppkövet.
A járatokból 13 algafajt mutatott ki Bartha Zsuzsanna. Ezek közül hármat a Mátyás-hegyi-barlangból Palik Piroska, kettőt a Pál-völgyi-barlangból Suba Éva már kimutatott, négy a Béke-barlangban, kettő a Baradla-barlangban is előfordult Claus György kutatása alapján.
Loksa Imre négy ugróvillás fajt, köztük a Magyarországon csak barlangokból előkerült Folsomia candida nevűt, néhány légyfajt, például kék dongólegyet és egy bogárfajt talált a barlangban, egy pontosan meg nem határozott Trechus fajt.
A barlang tulajdonképpen egy meredek lejtésű aknarendszer és gömbfülkerendszer, amelynek az utolsó szakasza egy nagy mélységű, körülbelül 25 méter mély, függőleges járat.
Üröm három fokozottan védett barlangja közül az egyik, a másik kettő az Amfiteátrum-barlang és az Ürömi-víznyelőbarlang.
Előfordul a barlang az irodalmában Kristály-barlang (Kordos 1984), Róka-barlang (Csulák 1982), Róka-hegy Cave (Kordos 1977), Rókahegyi aknabarlang (Németh 1975), Rókahegyi-barlang (Barátosi 1959), Rókahegyi barlang (Szilvássy 1960), Rókahegyi hévizes barlang (Bertalan 1976), Rókahegyi hévvizes barlang (Szilvássy 1960), Rókahegyi-kristálybarlang (Leél-Őssy 1958), Rókahegyi kristálybarlang (Bertalan 1976) és Rókahegyi új barlang (Bertalan 1976) neveken is. 1977-ben volt először Róka-hegyi-barlangnak nevezve a barlang az irodalmában. A Róka-hegyi-barlang azonos a Karszt- és Barlangkutatási Tájékoztató 1959. évi októberi számában Rómaifürdő ősforrás barlangjaként említett barlanggal (ez a megállapítás a Karszt- és Barlangkutatási Tájékoztató 1959. decemberi számában jelent meg, és a szerkesztőtől, Balázs Dénestől származik). A közeli Róka-hegyi Kristály-barlangnak is névváltozatai a Kristály-barlang és a Rókahegyi új barlang nevek.

## Kutatástörténet
Az 1958-ban kiadott és Leél-Őssy Sándor által írt tanulmányban lehet, hogy ez a barlang van ismertetve Rókahegyi-kristálybarlang néven. A leírás szerint a Róka-hegy K-i végén található nagy kőfejtőben, kb. 220 m tengerszint feletti magasságban van a barlang bejárata. A barlangbejáratnál egy nagy, jellegzetes hévforrástölcsér figyelhető meg, amely messziről is jól látható. Kőbányászattal nyílt meg és fedezték fel az eredetileg zárt kavernát. Lebányászták egy részét a barlangnak, amely jelenleg kb. 30 m hosszú és kb. 10 m mély. A jellegzetes, hévizes keletkezésű barlang (régi hévforrástölcsér) dachsteini mészkőben jött létre. Jelenleg már nagyon pusztul, száraz és eltömődik. Kertai György írt a barlangban lévő sok, borsóköves aragonitkristályról, amelyek a hévizekből rakódtak le. Nagyon porlik a mészkő a barlangban a hévizes hatás miatt. A tanulmányhoz mellékelve lett egy térképvázlat, amely a Kevély-hegycsoportot mutatja be. A térképvázlaton megfigyelhető a Rókahegyi-kristálybarlang földrajzi elhelyezkedése. A rajzon és a szövegben 1-es számmal van jelölve a barlang.
1959 szeptemberében a bányászok értesítették a Budapesti Vámőr Egyesület Barlangkutató Csoportjának vezetőjét, Szilvássy Gyulát. Ő és társai az értesítés után kis idővel bejárták az aknarendszert a kis bejárat kitágítása után. 1959. október 18-án Kincses Júlia és Ozoray György is részt vett Szilvássy Gyuláékkal a második szakasz első bejárásán. Ozoray György műszeresen vizsgálta az ásványait. Loksa Imre zoológiai kutatásokat, valamint hőmérséklet és páratartalom vizsgálatokat végzett benne, amelynek eredményeit Szilvássy Gyula 1960-ban nyomtatásban közölte a saját geológiai vizsgálatával együtt. 1960-ban a Vámőr Egyesület Barlangkutató Csoportjának a tagjai, akiket Szilvássy Gyula vezetett felmérték és a felmérés alapján egy alaprajzi barlangtérkép, valamint egy hosszmetszet barlangtérkép lett rajzolva. A felmérés szerint 64 méter mélységű, de 1979-ben kiderült, hogy ez csak 38, vagy 39 méter mélység lehetett. A barlangtérképek a Karszt- és Barlangkutatási Tájékoztató 1960. májusi számában lettek kiadva. 1960-ban a Die Höhle című osztrák barlangtani folyóirat rövid tudósítást tett közzé a barlangról.
1961. szeptember 18-án a Szabó József Geológiai Technikum KISZ szervezetének barlangkutatói, Józsa László 1962-ben megjelent írása szerint a Szabó József Geológiai Technikum II. osztályos tanulói a Róka-hegyen egy új barlangot találtak az egyik kőbányában, amelyik egy robbantással egy időben nyílt meg. A törmelék és a por leülepedése után azonnal bementek a barlangba, ahol körülbelül 10 méter mélyre tudtak lejutni, a járhatatlanul szűk cápaszájig. 1961. október 1-jén 38 méter mélységet sikerült elérniük. A felfedezésről a rádió is beszámolt még aznap 22 óra 10 perckor. A rádióhír szerint 43 méter mélységet értek el a kutatók. Ez a hír valószínűleg a Róka-hegyi-barlang egyik felfedezéséről szól.

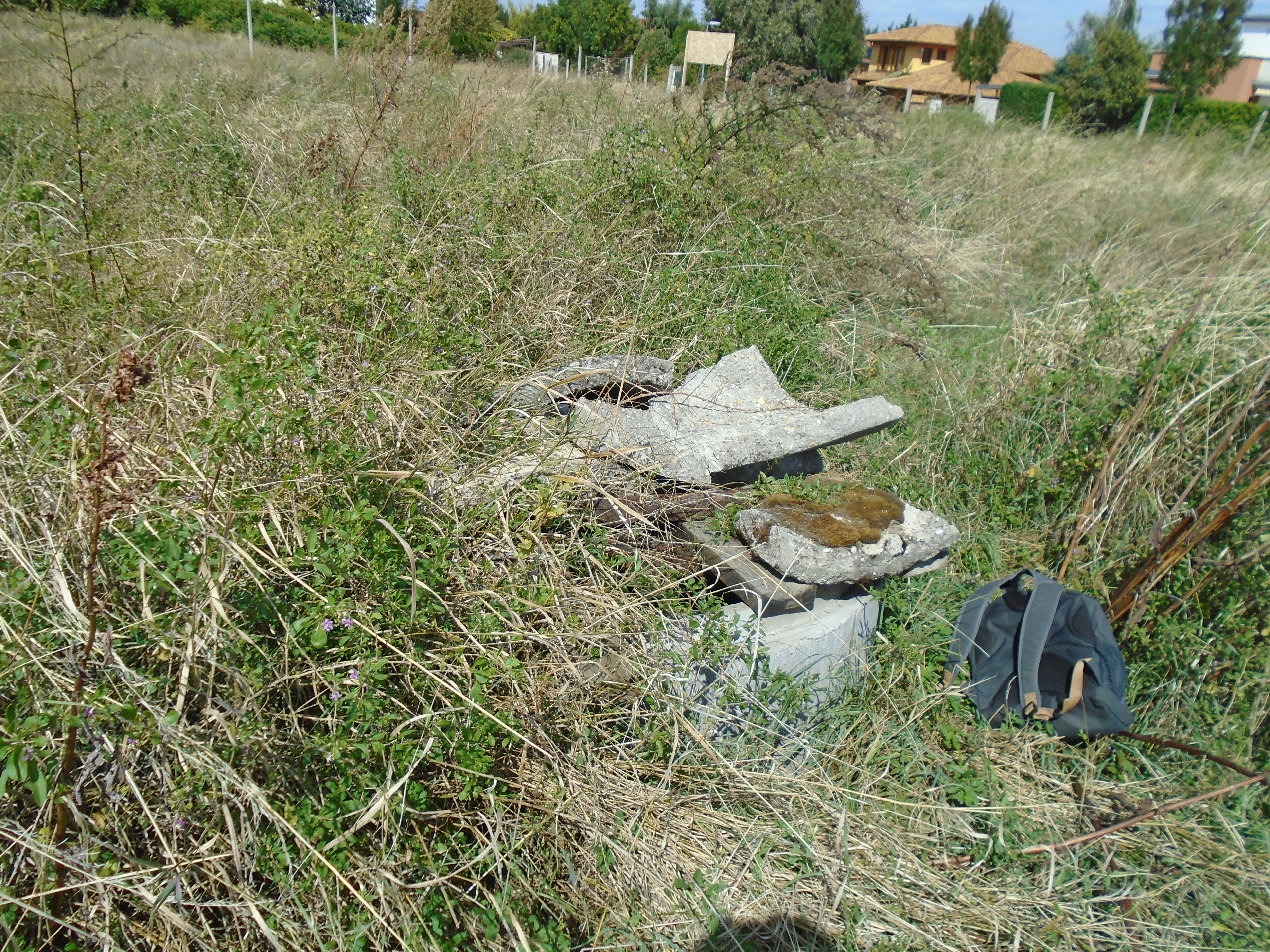
A Róka-hegyi-barlang bejárata

1962-ben a vámőrségi barlangkutató csoport egy új barlangot fedezett fel a barlangtól nyugatra lévő, következő kőbányában. Ez a barlang valószínűleg a Róka-hegyi Kristály-barlang. Az 1962-ben napvilágot látott A barlangok világa című könyvben az olvasható, hogy a Rókahegyi-barlangnak a Róka-hegyen, Csillaghegy felett, egy kőbányában van bejárata. 1959-ben tárták fel Szilvássy Gyula által vezetve. 60 méter mély és körülbelül 100 méter hosszú az aknajellegű barlang. Nagyon sok, hidrotermális eredetű ásvány van benne, amelyek jelenleg még épek, de valószínűleg a kőbányászat áldozatai lesznek a barlanggal együtt. 1963-ban a Móricz Zsigmond Gimnázium Földrajzi Szakköre Barlangkutató Csoportjának a tagjai kutatták, valamint Hégráth Gyula filmet készített a Vámőrség Barlangkutató Csoport életéről a barlangban. 1964. november 7-én Bartha Zsuzsanna járt a barlangban mintagyűjtés miatt, a barlang moszatjainak a vizsgálta érdekében.
1965-ben a Pénzügyőr SE Természetbarát Szakosztályának Barlangkutató Csoportja folytatott feltáró munkát benne. 1966-ban ismeretlenek elpusztították sok képződményét. Az 1967-ben kiadott Pilis útikalauz című könyvben részletesen le van írva. A leírás szerint a Róka-hegyi-barlang a Róka-hegyi Kristály-barlangtól nyugatra fekvő kőbányában található. A Karszt- és Barlangkutatási Tájékoztató 1970. évi évfolyamában publikálva lettek Bartha Zsuzsanna biológiai kutatásának eredményei. Az 1973-ban napvilágot látott Budapest lexikonban meg van említve, hogy a Róka-hegy tetején és oldalain működő vagy félbehagyott kőfejtők mélyedéseiből két kis (hévizes eredetű) akna, illetve néhány kis mesterséges üreg nyílik. A BSE Természetjáró Szakosztály Barlangkutató Csoport 1974-ről szóló jelentésében az olvasható, hogy a csoport által megkezdett munkákat szeretné folytatni és befejezni a Rókahegyi aknabarlangban. 1974-ben a Foton Barlangkutató Csoport elkészítette a barlang fénykép-dokumentációját.
Az 1974-ben megjelent, Pilis útikalauz című könyvben, a Pilis hegység és a Visegrádi-hegység barlangjainak jegyzékében (19–20. old.) meg van említve, hogy a Pilis hegység és a Visegrádi-hegység barlangjai között van a Róka-hegyi-barlang. A Pilis hegység barlangjait leíró rész Róka-hegyi-barlangról szóló leírása megegyezik az 1967-ben kiadott útikalauz Róka-hegyi-barlangot bemutató leírásával. Az 1976-ban befejezett és Bertalan Károly által írt kéziratban az van írva, hogy a Rókahegyi barlang további nevei Rókahegyi kristálybarlang, Rókahegyi hévizes barlang és Rókahegyi új barlang. Budapest III. kerületében, a Róka-hegy D-i oldalának kőfejtőjében, az Árpádfürdőtől ÉNy-ra 1200 m-re található. Egy jellegzetes hévforrástölcsér maradvány van bejáratánál. Szilvássy Andor levele alapján 87 m hosszú és 55 m mély. Hévizes eredetű kürtős barlang. Külön kell tanulmányozni hasznosíthatóságát. Fokozott védelmet érdemelnek ritka ásványképződményei. Biztonságosan le kell zárni. Csak meghatározott létszámmal és vezetővel látogatható. A kézirat barlangra vonatkozó része 1 irodalmi mű alapján lett írva. A Róka-hegyi Kristály-barlang a Róka-hegyi-barlangtól Ny-ra, a következő kőbányában van.
1976-ban vált országos jelentőségű barlanggá a 4700-as (Budapest és Budai-hegység) barlangkataszteri területen lévő, III. kerületi Róka-hegyi-barlang. Az 1976-ban összeállított, országos jelentőségű barlangok listájában lévő barlangnevek pontosítása után, 1977. május 30-án összeállított, országos jelentőségű barlangok listáján rajta van a Budapest III. kerületében található barlang Róka-hegyi-barlang néven. Az 1977. évi Karszt és Barlang angol nyelvű különszámában megjelent, The longest and deepest caves of Hungary (December 31, 1975) című közleményből megtudható, hogy a Budai-hegységben fekvő, 60 m mély Róka-hegy Cave 1975. december 31-én Magyarország 33. legmélyebb barlangja. A 34. legmélyebb barlang (Papp Ferenc-barlang), a 35. legmélyebb barlang (Naszályi-víznyelőbarlang), a 36. legmélyebb barlang (Borókás-tebri 3. sz. víznyelőbarlang) és a 37. legmélyebb barlang (Nagy-nyelő) szintén 60 m mély.
Az 1977. december 31-i állapot szerint (MKBT Meghívó 1978. május) a Pilis hegységben lévő és 60 m mély Róka-hegyi-barlang az ország 36. legmélyebb barlangja. Az 1977. évi Karszt és Barlangban megjelent összeállítás alapján, 1977. december 31-én Magyarország 38. legmélyebb barlangja a Pilis hegységben elhelyezkedő, 1977. december 31-én, 1976-ban és 1975-ben 60 m mély Róka-hegyi-barlang. A 39. legmélyebb barlang (Papp Ferenc-barlang) és a 40. legmélyebb barlang (Útmenti-zsomboly) szintén 60 m mély. Ez az összeállítás naprakészebb az 1978. májusi MKBT Meghívóban publikált listánál. 1978-ban a Kőbányai Barlangkutató és Hegymászó Szakosztály az OKTH Barlangtani Intézet megbízásából lezárta a Róka-hegyi-barlang bejáratát. 1979-ben a sorozatos feltörések miatt újra le kellett zárni és ekkor egy barlangtérkép-vázlat készült a barlangról. 1980-ban egy új ajtót kellett tenni a bejáratára és ekkor klímamérések történtek a barlangban. Kraus Sándor 1980-ban a kitöltések és kiválások leírásával foglalkozott.
Az 1980. évi Karszt és Barlang 1. félévi számában publikálva lett, hogy a kiemelt jelentőségű Róka-hegyi-barlang a 4800-as barlangkataszteri területen (Pilis hegység) helyezkedik el. A barlangnak 4810/1. a barlangkataszteri száma. Az MKBT Dokumentációs Bizottsága a helyszínen el fogja helyezni, a többi kiemelt jelentőségű barlanghoz hasonlóan, a barlang fémlapba ütött barlangkataszteri számát. A barlangkataszteri szám beütéséhez alapul szolgáló fémlap ugyanolyan lesz mint a többi kiemelt jelentőségű barlang fémlapja. 1981-ben rövid ideig mérték a hőmérsékletét. 1982-ben a BKV Gyorsvasúti Igazgatóság K–Ny-i Üzemegység SZB Metró Barlangkutató Csoportnak volt kutatási engedélye a barlang kutatásához. A Metró Barlangkutató Csoport 1982-ben a Nagy-aknával párhuzamos kürtőt talált benne.
1982. július 1-től az Országos Környezet- és Természetvédelmi Hivatal elnökének 1/1982. (III. 15.) OKTH számú rendelkezése (1. §. és 3. §., illetve 5. sz. melléklet) értelmében a Budai-hegységben lévő Róka-hegyi-barlang fokozottan védett barlang. Fokozottan védett barlang ásványkiválásai miatt lett és ebben fontos szerepe volt koronás borsókő állományának. Az 1982. szeptember–októberi MKBT Műsorfüzetben meg van említve, hogy a Budai-hegységben található Róka-hegyi-barlang fokozottan védett barlang. A felsorolásban a barlangnevek az MKBT által jóváhagyott és használt helyesírás szerint, javított formában lettek közölve.  Az 1983. évi Karszt és Barlangban van egy olyan ábra, amelyen a Pilis hegység Pilis hegytől Dunáig terjedő részének hossz-szelvénye látható. A rajzon megfigyelhető a terület jelentős barlangjainak földrajzi elhelyezkedése és az, hogy a barlangok mekkora tszf. magasságban helyezkednek el. Az ábrán szerepel a 200 m tszf. magasságban elhelyezkedő Róka-hegyi-barlang. A barlang 100 m hosszú és 60 m mély.
1983-ban és 1984-ben végezték el a Metró Barlangkutató Csoport tagjai az új akna kiszélesítését. Az 1984-ben megjelent, Magyarország barlangjai című könyv országos barlanglistájában szerepel a barlang Róka-hegyi-barlang néven Kristály-barlang névváltozattal a Budai-hegység barlangjai között. A listához kapcsolódóan látható a Dunazug-hegység barlangjainak földrajzi elhelyezkedését bemutató 1:500 000-es méretarányú térképen a barlang földrajzi elhelyezkedése. A kőfejtő nyomainak az eltüntetése miatt az 1980-as években 15–20 méter vastag törmelékkel töltötték fel a bányaudvart, de a feltöltéshez használt anyag a tiltás ellenére tartalmazott szerves anyagot is. Ekkor az eredeti bejárat felett, a barlang megközelíthetősége miatt és a betömése ellen egy 14 méter hosszú, a tetején és az alján lezárt kutat hoztak létre.
1987 óta a mérgező gázok miatt a barlang látogatása életveszélyes és tilos. Az 1987. december 31-i állapot alapján nincs Magyarország legnagyobb függőleges kiterjedésű barlangjai között a Róka-hegyi-barlang, mert az új felmérés szerint nem éri el az 50 m-es mélységet. Az összeállítás szerint az 1977. évi Karszt és Barlangban közölt mélységi listában a barlang 60 m mély. 1988-ban a megindult bomlási folyamat miatt a kútgyűrűs lejáróaknából 33 °C-os, szén-dioxid tartalmú gáz áramlott kifelé, amely 1998-ban 22 °C, 2000-ben 18,6 °C és 2001-ben 18,2 °C volt. Mivel az elhelyezett, szerves anyag összetétele és a mennyisége nem ismert, a barlang látogatása életveszélyessé vált. Az Acheron Barlangkutató Szakosztály vizsgálta a levegő hőmérsékletét és az összetételét 1988-ban. Az 1991-ben napvilágot látott Miczek György által szerkesztett útikalauzban az 1967-es útikalauzban publikált leírás van megismételve és az 1996. évi XL. Barlangnap túrakalauzában is.
1998-ban az Ariadne Karszt- és Barlangkutató Egyesület tagjai végeztek állapotfelmérést a barlang bejáratánál. A barlangot a talajtól kissé kiemelkedő kútgyűrűn elhelyezett, likacsos vasajtó zárta le évekig, de később a vasajtós kútgyűrű össze lett törve és földdel be lett temetve a bejárata. 1998. május 14-től a környezetvédelmi és területfejlesztési miniszter 13/1998. (V. 6.) KTM rendelete szerint a Duna–Ipoly Nemzeti Park Igazgatóság illetékességi területén, a Pilis hegységben található Róka-hegyi-barlang az igazgatóság engedélyével látogatható. A 2000. évi Karsztfejlődésben lévő tanulmányban van egy ábra, amelyen látható a Pilis hegységben található néhány barlang és édesvízi mészkő előfordulás földrajzi elhelyezkedése. Az ábrán megfigyelhető, hogy a Róka-hegyi-barlang (a rajzon Rókahegyi a neve) mekkora függőleges kiterjedésű és mekkora tszf. magasságban helyezkedik el.
2001. május 17-től a környezetvédelmi miniszter 13/2001. (V. 9.) KöM rendeletének értelmében a Pilis hegység területén lévő Róka-hegyi-barlang fokozottan védett barlang. Egyidejűleg a fokozottan védett barlangok körének megállapításáról szóló 1/1982. (III. 15.) OKTH rendelkezés hatályát veszti. A 2003-ban napvilágot látott, Magyarország fokozottan védett barlangjai című könyvben az olvasható, hogy 252 méter tengerszint feletti magasságban van bejárata, 87 méter hosszú, 20 méter vízszintes kiterjedésű, 38,7 méter függőleges kiterjedésű és függőleges kiterjedését egy 14 méter mély kútgyűrűs akna növeli, tehát 52,7 méter függőleges kiterjedésű. 2005. szeptember 1-től a környezetvédelmi és vízügyi miniszter 22/2005. (VIII. 31.) KvVM rendelete szerint a Duna–Ipoly Nemzeti Park Igazgatóság működési területén, a Pilis hegységben található Róka-hegyi-barlang a felügyelőség engedélyével látogatható. 2005. szeptember 1-től a környezetvédelmi és vízügyi miniszter 23/2005. (VIII. 31.) KvVM rendelete szerint a Pilis hegységben lévő Róka-hegyi-barlang fokozottan védett barlang.
A 2005-ben kiadott, Magyar hegyisport és turista enciklopédia című kiadványban önálló szócikke van a barlangnak. A szócikk szerint a Róka-hegyi-barlang a Pilis hegységben található és fokozottan védett természeti érték. A Budapest III. kerületében található Róka-hegy tetején, 252 m tengerszint feletti magasságban van a bejárata. Bányászattal, 1957-ben tárult fel a bejárat. Eocén és triász mészkőben, meleg vizek hatására keletkezett az üregrendszer. A 87 m hosszú barlang kőzettörmelékkel feltöltött végpontja 53 m mélyen van. Egy aknából és kisebb oldalüregekből áll. A falakat borsókő, aragonit, gipsz, lublinit, kalcit, barit és cseppkő díszíti. A koronás borsókő a különlegessége. 1987-től tilos és életveszélyes látogatni a kőfejtő rekultivációjakor elhelyezett szerves hulladékból felszabaduló gázok mérgező hatása miatt. Szilvássy Andor szócikkében meg van említve, hogy Szilvássy Andor részt vett a Róka-hegyi-barlang feltárásában.
2007. március 8-tól a környezetvédelmi és vízügyi miniszter 3/2007. (I. 22.) KvVM rendelete szerint a Duna–Ipoly Nemzeti Park Igazgatóság működési területén lévő Pilis hegységben elhelyezkedő Róka-hegyi-barlang az igazgatóság engedélyével tekinthető meg. A 2013. évi Karsztfejlődés című kiadványban az jelent meg, hogy Magyarországon talán Üröm az egyetlen olyan község, amelynek a határában három fokozottan védett barlang van, az Amfiteátrum-barlang, a Róka-hegyi-barlang és az Ürömi-víznyelőbarlang. 2013. július 19-től a vidékfejlesztési miniszter 58/2013. (VII. 11.) VM rendelete szerint a Róka-hegyi-barlang (Pilis hegység, Duna–Ipoly Nemzeti Park Igazgatóság működési területe) az igazgatóság hozzájárulásával látogatható. 2015. november 3-tól a földművelésügyi miniszter 66/2015. (X. 26.) FM rendelete szerint a Róka-hegyi-barlang (Pilis hegység) fokozottan védett barlang. 2021. május 10-től az agrárminiszter 17/2021. (IV. 9.) AM rendelete szerint a Róka-hegyi-barlang (Pilis hegység, Duna–Ipoly Nemzeti Park Igazgatóság működési területe) az igazgatóság engedélyével látogatható. A 13/1998. (V. 6.) KTM rendelet egyidejűleg hatályát veszti.

## Életmentések
- 1963 januárjában mentésre volt szükség a barlangban, amit a Vámőrség Barlangkutató Csoport tagjai oldottak meg.
- 1972. május 7-én a Budapest Sport Egyesület Természetjáró Szakosztály Barlangkutató Csoportjának tagjai Szabó László vezetésével mentettek ki innen két kiránduló gyereket. Az 1972. évi Karszt és Barlangban az olvasható az esetről, hogy ezen a napon egy kiránduló csoport három tagja ment be a barlangba. Ott az egyik személy, kb. 30 m magasból zuhant egy aknába és egy másik személy balesetveszélyes helyzetben a barlangban rekedt. A Barlangi Mentőszolgálat vitte a felszínre a sok sebből vérző és súlyos csonttöréseket szenvedett, lezuhant fiatalembert a bajbajutott társával együtt.
- 1972. december 23-án a barlangból kijutni nem tudó turistacsoportot kellett a barlangból kisegítenie a Barlangi Mentőszolgálatnak.
- 1972. december 28-án ásványgyűjtés miatt ment a barlangba négy középiskolás fiú. A barlang alján elszakadt kenderkötelük és egyikük a mélységbe esett. A Barlangi Mentőszolgálat mentette meg a súlyosan sérült fiút.